# Hypena affinialis
Hypena affinialis är en fjärilsart som beskrevs av Heinrich Benno Möschler 1880. Hypena affinialis ingår i släktet Hypena och familjen nattflyn. Inga underarter finns listade i Catalogue of Life.